# جایزه زن ورزشکار سال هند بی‌بی‌سی
جایزه بهترین زن ورزشکار هندی بی‌بی‌سی (به انگلیسی: BBC Indian Sportswoman of the Year) (مخفف: BBC ISWOTY) جایزه‌ای است ابتکاری برای قدردانی و تجلیل از زنان ورزشکار هندی که اولین بار در دسامبر ۲۰۱۹ توسط بی‌بی‌سی هندی اهدا شد. اولین دوره این جایزه در مارس ۲۰۲۰ برگزار شد که در آن ستاره بدمینتون پی. وی. سیندو جایزه را دریافت کرد. آخرین دوره نیز در مارس ۲۰۲۳ برگزار شد و میرابای چانو برای دومین سال متوالی این جایزه را دریافت کرد.

## فرایند داوری
هیئت داوران شامل روزنامه‌نگاران ورزشی، کارشناسان و سردبیران بی‌بی‌سی به فهرست بلندبالایی از ۵۰ ورزشکار هندی بر اساس عملکردشان در یک دوره ۱۲ ماهه قبل از سال دریافت جایزه، رأی می‌دهند. پنج بانوی ورزشکار هندی که بیشترین آرا را به دست آورده‌اند به رای عمومی می‌روند. عموم مردم می‌توانند رای خود را از طریق وب‌سایت‌های مختلف بی‌بی‌سی هندی زبان و همچنین وب‌سایت بی‌بی‌سی اسپورت ثبت کنند. نامزد انتخاب شده در فهرست نهایی که بیشترین تعداد آرای عمومی را داشته باشد برنده اعلام می‌شود و عنوان «ورزشکار سال هند» بی‌بی‌سی را دریافت می‌کند.

## دوره اول (۲۰۲۰)
نامزدهای منتخب که در اوایل فوریه ۲۰۲۰ اعلام شدند و به رای عمومی رفتند عبارتند از:
- دوتی چاند دو و میدانی و قهرمان ملی ۱۰۰ متر[۸]
- ماناسی جوشی، قهرمان پارا بدمینتون جهان[۹]
- مری کوم، بوکسور المپیک[۱۰]
- وینش فوگات، کشتی‌گیر آزاد[۱۱]
- پی وی سیندو قهرمان جهان بدمینتون[۱۲]

در ۸ مارس ۲۰۲۰، مصادف با روز جهانی زن، بی‌بی‌سی پی. وی. سیندو را به عنوان ورزشکار سال ۲۰۱۹ هند در مراسمی در دهلی معرفی کرد. کیرن ریجیجو، وزیر امور جوانان و ورزش هند به عنوان مهمان افتخاری در این مراسم حضور داشت. ورزشکار بازنشسته دو و میدانی پی. تی. اوشا، جایزه یک عمر دستاورد را دریافت کرد.
اولین جوایز اهداشده در ۸ مارس ۲۰۲۰. مکان: دهلی نو
| بهترین ورزشکار هندی ۲۰۱۹ | جایزه یک عمر دستاورد     |
| ------------------------ | ------------------------ |
| پی وی سیندو (بدمینتون)   | پی تی اوشا (دو و میدانی) |

## دوره دوم (۲۰۲۱)
بی‌بی‌سی فرایند داوری دور دوم این جوایز را در ۱۸ ژانویه ۲۰۲۱ آغاز کرد. نامزدهای این دوره در تاریخ ۸ فوریه اعلام شدند. لیست نامزدهایی که به رای عمومی رفتند به شرح زیر است:
- رانی رامپال، کاپیتان تیم هاکی روی چمن هند[۲۰]
- وینش فوگات، کشتی‌گیر آزاد[۲۱]
- مانو بهاکر، تیرانداز تفنگ بادی[۲۲]
- کونه‌رو هامپی، قهرمان شطرنج سریع جهان[۲۳]
- دوته چاند، دونده سرعت[۲۴]

در مراسمی مجازی که در ۸ مارس ۲۰۲۱ برگزار شد، بی‌بی‌سی کونه‌رو هامپی را به عنوان ورزشکار هندی سال ۲۰۲۰ انتخاب کرد. جایزه یک عمر دستاورد و همچنین جایزه خیل راتنا به آنجو بابی جورج، برنده سابق پرش طول اهدا شد. همچنین جایزه بهترین ورزشکار نوظهور سال توسط بن استوکس بازیکن کریکت به مانو بهاکر اهدا شد.
دومین جوایز اهداشده در ۸ مارس ۲۰۲۱. مراسم به دلیل COVID-19 مجازی بود. مجری: تیم دیوی
| بهترین ورزشکار هندی ۲۰۲۰ | جایزه یک عمر دستاورد     | جایزه بازیکن نوظهور سال ۲۰۲۰ |
| ------------------------ | ------------------------ | ---------------------------- |
| کونه‌رو هامپی (شطرنج)     | آنجو بابی جورج (پرش طول) | مانو بهاکر (تیراندازی)       |

## دوره سوم (۲۰۲۲)
فرایند داوری دور سوم در ۱۷ ژانویه ۲۰۲۲ آغاز شد. نامزدهای سومین دوره جایزه در ۸ فوریه برای پنج ورزشکار هندی که یک سال تقویمی برجسته داشتند، از ۱ اکتبر ۲۰۲۰ تا ۳۰ سپتامبر ۲۰۲۱ اعلام شد. نامزدهای منتخب که به رای‌گیری عمومی ادامه دادند عبارتند از:
- آدیتی آشوک، بازیکن گلف[۳۰]
- لولینا بورگوهین، بوکسور[۳۱]
- میرابای چانو، وزنه‌بردار[۳۲]
- آوانی لخارا تیرانداز برنده مدال طلای پارالمپیک[۳۳]
- پی وی سیندو، بازیکن بدمینتون[۳۴]

در مراسم اهدای جوایز که در ۲۸ مارس ۲۰۲۲ برگزار شد، میرابای چانو به عنوان ورزشکار سال ۲۰۲۱ بی‌بی‌سی هند معرفی شد و شفالی ورما، بازیکن کریکت، به عنوان بهترین ورزشکار نوظهور سال معرفی شد. جایزه یک عمر دستاورد به کارنام مالشواری، وزنه‌بردار سابق و دریافت کننده پادما شری اهدا شد.
سومین جوایز اهداشده در ۷ مارس ۲۰۲۲. مکان: دهلی نو. مجری: تیم دیوی
| بهترین ورزشکار هندی ۲۰۲۱  | جایزه یک عمر دستاورد         | جایزه بازیکن نوظهور سال ۲۰۲۱ |
| ------------------------- | ---------------------------- | ---------------------------- |
| میرابای چانو (وزنه‌برداری) | کارنام مالسواری (وزنه‌برداری) | شفالی ورما (کریکت)           |

## دوره چهارم (۲۰۲۳)
نامزدهای چهارمین دوره این جایزه در ۶ فوریه ۲۰۲۳ برای پنج ورزشکار هندی که یک سال تقویمی برجسته داشتند، از ۱ اکتبر ۲۰۲۱ تا ۳۰ سپتامبر ۲۰۲۲ اعلام شد نامزدهای منتخب که در رای‌گیری عمومی شرکت کردند عبارتند از:
- ساکشی ملکخ، کشتی‌گیر آزاد[۳۸]
- نیکات زارین، بوکسور[۳۹]
- وینش فوگات، کشتی‌گیر آزاد[۴۰]
- میرابای چانو، وزنه‌بردار[۴۱]
- پی وی سیندو، بازیکن بدمینتون[۴۲]

در مراسم اعطای جوایز که در ۵ مارس ۲۰۲۳ در هتل تاج پالاس در دهلی نو برگزار شد، میرابای چانو برای دومین سال متوالی به عنوان ورزشکار سال هند بی‌بی‌سی معرفی شد و از نیتو گانگاس بوکسور به عنوان ورزشکار نوظهور تجلیل شد. جایزه یک عمر دستاورد به پریتام رانی سواچ، بازیکن/مربی سابق هاکی جایزه Dronacharya اهدا شد. این نسخه نشان دهنده معرفی جایزه پارا ورزشکار هندی برای سال بود که به بهاوانا پاتل برای دستاوردهایش در تنیس روی میز اهدا شد.
از اعضای تیم بولینگ روی چمن برنده مدال طلای مشترک‌المنافع هند، متشکل از لاولی چوبی، روپا رانی تیرکی، پینکی سینگ و نایانمونی سایکیا نیز در این مراسم تجلیل شد و جایزه ویژه‌ای برای دستاورد تاریخی خود دریافت کردند. بهاگوانی دیوی و رمبای جایزه تغییردهنده سال (Changemaker of the Year awards) را دریافت کردند.
در این مراسم آشوک گهلوت، وزیر ارشد راجستان، دیلیپ تیرکی، کاپیتان سابق تیم ملی هاکی مردان هند و رئیس کنونی هاکی هند، ویجندر سینگ قهرمان بوکس المپیک و مانیکا باترا، تنیس روی میز برتر هند، حضور داشتند.
چهارمین جوایز اهداشده در ۵ مارس ۲۰۲۳. مکان: هتل تاج پالاس، دهلی نو
| بهترین ورزشکار هندی ۲۰۲۲  | بهترین پاراورزشکار هندی ۲۰۲۲ |
| ------------------------- | ---------------------------- |
| میرابای چانو (وزنه‌برداری) | بهاوانا پاتل (تنیس روی میز)  |
| جایزه یک عمر دستاورد      | جایزه بازیکن نوظهور سال ۲۰۲۲ |
| پریتام رانی سواچ (هاکی)   | نیتو گانگاس (بوکس)           |

## برندگان
| دوره  | بانوی ورزشکار | رشته ورزشی |
| ----- | ------------- | ---------- |
| اول   | پی وی سیندو   | بدمینتون   |
| دوم   | کونه‌رو هامپی  | شطرنج      |
| سوم   | میرابای چانو  | وزنه‌برداری |
| چهارم | میرابای چانو  | وزنه‌برداری |

## نامزدها
| بانوی ورزشکار | رشته ورزشی  | دفعات نامزد شدن      | تعداد جوایز |
| ------------- | ----------- | -------------------- | ----------- |
| میرابای چانو  | وزنه‌برداری  | ۲ (۲۰۲۲، ۲۰۲۳)       | ۲           |
| پی وی سیندو   | بدمینتون    | ۳ (۲۰۲۰، ۲۰۲۲، ۲۰۲۳) | ۱           |
| وینش فوگات    | کشتی        | ۳ (۲۰۲۰، ۲۰۲۱، ۲۰۲۳) | ۰           |
| دوته چاند     | دو و میدانی | ۲ (۲۰۲۰، ۲۰۲۱)       | ۰           |